# Бракман, Оскар Александрович
О́скар Алекса́ндрович Бракман (1841 — 1927) — перновский городской голова в 1879—1915 годах, член III Государственной думы от Лифляндской губернии.

## Биография
Лютеранин. Домовладелец города Пернова.
В 1866 году окончил юридический факультет Дерптского университета со степенью кандидата прав, причём в 1854—1855 годах учился в Гейдельбергском университете.
По окончании университета поступил на службу помощником секретаря в Митавский магистрат. В 1868 году перешел на должность члена Перновского магистрата и в 1879—1889 годах был председателем этого магистрата.
В 1879 году, с введением в Лифляндской губернии городового положения, был избран городским головой Пернова, в каковой должности состоял до 1915 года. Многое сделал для развития города как курорта. С 1889 года состоял также почетным мировым судьей. Дослужился до чина действительного статского советника. Был членом Балтийской конституционной партии.
В 1907 году был избран в III Государственную думу от 1-го съезда городских избирателей Лифляндской губернии. Входил во фракцию октябристов. Состоял членом комиссий: по народному образованию, чиншевой и по судебным реформам.
В 1918 году, во время германской оккупации, был назначен бургомистром Пернова. Скончался в 1927 году в Пярну.
В 1991 году в Пярну Оскару Бракману был установлен небольшой памятник, выполненный скульптором Мати Кармином.

Памятник О. А. Бракману в Пярну.

## Семья
Он был женат на Йоханне Бракман, которая умерла 18 января 1936 года в возрасте 89 лет.